# Alexandra Burke
Alexandra Imelda Cecilia Ewan Burke (Islington, Londres, Inglaterra; 25 de agosto de 1988), con el nombre artístico Alexandra Burke, es una cantante y compositora británica. Burke saltó a la fama después de ganar la Quinta temporada de la serie de televisión Británica The X Factor en 2008 (The X Factor UK series 5), convirtiéndose en una de las ganadoras más exitosas de la serie. Alexandra ha sido contratada por Epic Records, RCA Records, y Syco Music.
Su primer sencillo en solitario, Hallelujah, se convirtió en el más rápidamente vendido en su primer día en la historia de Europa.
Ha tenido en total cinco sencillos liderando la lista británica: «Hero», con sus compañeros de The X Factor (Reino Unido), «Hallelujah», lanzado inmediatamente después de ganar el programa, «Bad boys», primer sencillo de su álbum debut, «Everybody Hurts», sencillo benéfico en el que colaboraban varios artistas para donar fondos a Haití, y «Start Without You» cuarto sencillo de su álbum debut, lo que la convierte en una de las grandes nuevas estrellas de la música inglesa.

## Biografía
Alexandra comenzó a cantar de muy joven, aunque antes de entrar en X-Factor no había recibido una educación profesional. A los 12 años, Alexandra entró en el programa de TV de talentos Star for a Night, donde era la concursante más joven del programa, que ganó Joss Stone; también estuvo realizando alguna actuación con su madre en Bahrain, y dentro de la formación Young Voices realizó algunos conciertos benéficos en lugares como el Royal Albert Hall. Después de terminar la secundaria Alexandra comienza a dedicarse profesionalmente a la música, compaginando su labor en Young Voices con actuaciones en directo en bares y clubes los fines de semana.

### The X Factor(2005/2008)
Alexandra se presentó al casting de la edición 2005 de The X Factor en Reino Unido, presentándose a la categoría que estaría bajo la dirección de Louis Walsh. A pesar de llegar a la última etapa del casting, Walsh no la seleccionó por ser demasiado joven.
En 2008, Alexandra volvió a presentarse a los cástines del programa, siendo esta vez seleccionada para competir en la categoría de "Chicas", que en esta ocasión sería dirigida por la cantante de Girls Aloud, Cheryl Cole. Durante el concurso, Alexandra versionó canciones de distintos artistas pop como Whitney Houston, Christina Aguilera, Rihanna, Britney Spears o Beyoncé, con la cual compartió escenario durante su actuación en la final del programa.

#### Hallelujah
Alexandra ganó The X Factor, lo que le da derecho a lanzar al mercado un sencillo consistente en una versión del tema original de Leonard Cohen, Hallelujah. El sencillo tiene una respuesta masiva del público, y se convierte en el sencillo más rápidamente vendido de la historia, batiendo el récord de la ganadora del X-Factor 2007, Leona Lewis.

### Overcome(2009)

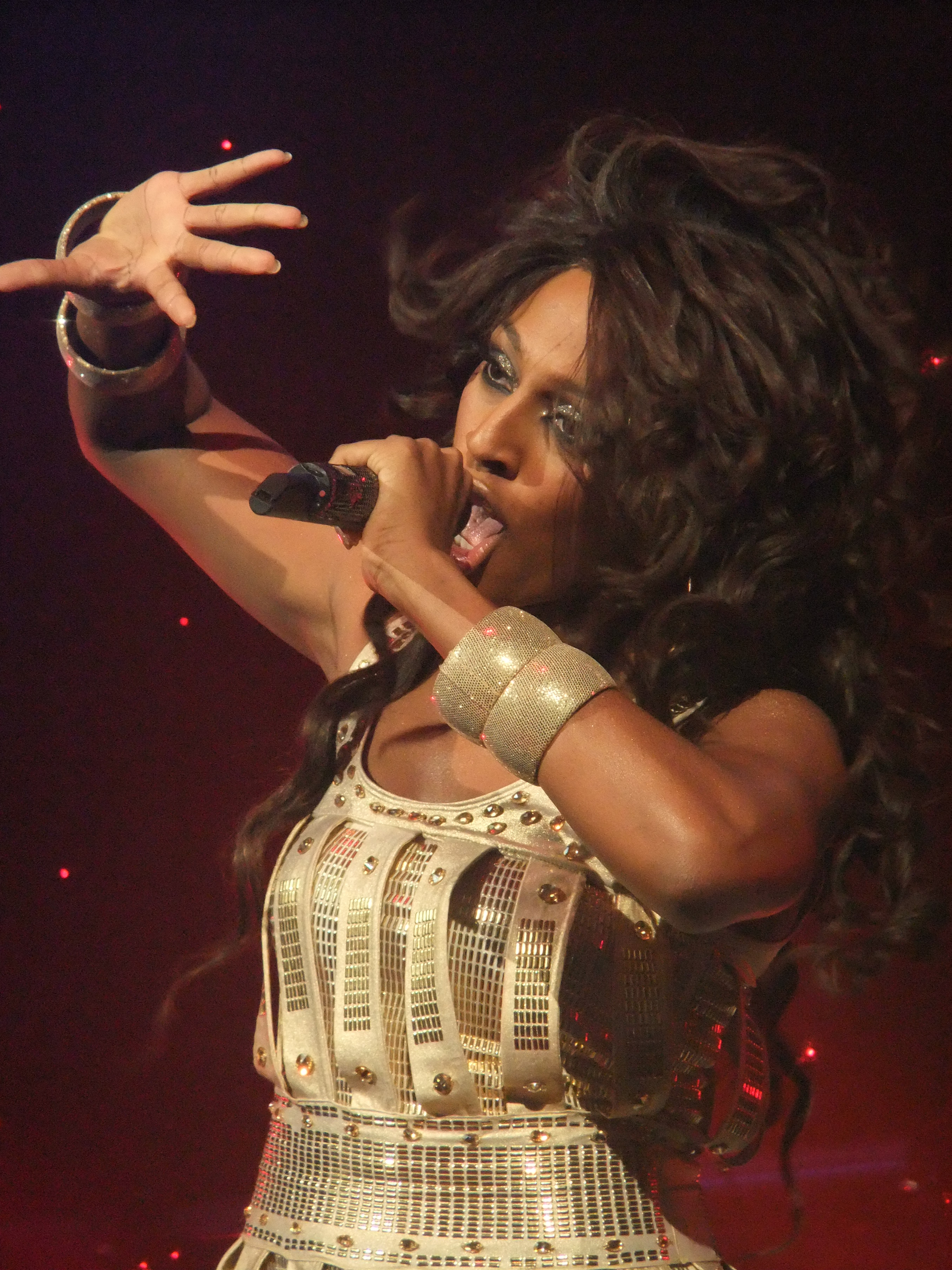
Alexandra Burke en su All Night Long Tour en 2011.

En febrero de 2009 Alexandra firmó un contrato con la discográfica americana Epic Records.
A pesar de que el álbum estaba previsto para lanzarse en marzo, Simon Cowell anunció que sería retrasado hasta octubre, para que Alexandra tuviera tiempo de desarrollar más tranquilamente sus habilidades vocales y que pudiera seleccionar mejor los temas del álbum, a pesar de que por entonces el efecto novedad del X-Factor se estaría agotando.
Finalmente, el 19 de octubre de 2009 se lanza en Reino Unido Overcome, el álbum debut de Alexandra Burke. El sencillo de presentación llevaría de título «Bad boys» e incluiría una colaboración con el rapero Flo Rida. Tanto el sencillo como el álbum llegaron a lo más alto de la lista de ventas británicas.
El segundo sencillo seleccionado es «Broken heels», y estaría producido por RedOne, quien ha trabajado previamente en éxitos de Lady Gaga o Sugababes.
Los vídeos de ambos sencillos son rodados en Estados Unidos, y es que con ellos se pretende llegar al gusto americano, con el fin de lanzar el álbum allí en 2010.
El tercer sencillo seleccionado es «All Night Long», que cuenta con la colaboración del rapero Pitbull. El sencillo es lanzado también en Europa y Australia.
En septiembre se lanza el sencillo «Start Without You», que cuenta con la colaboración de un amigo personal de Alexandra, el rapero Laza Morgan. La canción era hasta el momento inédita y pretende ser presentación de una reedición del álbum, dispuesta a lanzarse en noviembre o finales de 2010. Start Without You se convierte en el tercer #1 en solitario de Alexandra, lo que consolida su posición en la industria musical por méritos propios y dejar atrás el efecto del programa.

### "Heartbreak On Hold" (2012)
En enero de 2012 lanzó el primer sencillo de su 2.º disco, "Heartbreak On Hold", llamado "Elephant". Una canción de corte dance, siendo puesto a la venta en Itunes el 11 de marzo. En abril de 2012 lanzó su segundo sencillo, "Let It Go", que fue puesto a la venta el 27 de mayo en Itunes. "Heartbreak On Hold" se puso a la venta después de varios retrasos el 4 de junio en Inglaterra e Irlanda.

### "The Truth Is" (2018)
En 2018 lanza su nuevo trabajo discográfico después de varios años.

## Vida personal
Burke mantiene una relación con el futbolista Darren Randolph. En el día de San Valentín de 2022, Burke anunció su primer embarazo. Su hijo nació en julio de 2022.

## Discografía

### Álbumes de estudio y EP
| 2009 | Overcome - Álbum debut - Lanzado: 19 de octubre de 2009 - estilo: Pop, R&B, dance pop - Discográfica: Syco, Epic | 1  | 7 | - UK: 800.000+ - US: 140.000 - AUS: — - Worldwide: 1,000,000+ |
| 2012 | Heartbreak on Hold - Lanzado: 4 de junio de 2012 - estilo: Dance pop, eurodance, house - Discográfica: Syco, RCA | 18 | - |                                                               |
| 2013 | New Rules EP* - Lanzado: 18 de agosto de 2013 - Discográfica: Syco, RCA - estilo: Pop, R&B                       | -  | - |                                                               |
| 2018 | The Truth is - Lanzado: 16 de marzo de 2018 - Discográfica: Decca Records - estilo: Pop, R&B                     | 16 | 8 |                                                               |
| "—" en el caso de que las ventas no hayan sido contabilizadas en esa región. "*" en el caso de que las ventas y los charts estén en continua actualización. | |    |   |                                                               |

### Sencillos
| Título                                                         | Año  | Posiciones más altas en listas | Posiciones más altas en listas | Posiciones más altas en listas | Posiciones más altas en listas | Posiciones más altas en listas | Posiciones más altas en listas | Posiciones más altas en listas | Posiciones más altas en listas | Posiciones más altas en listas | Posiciones más altas en listas | Certificaciones              | Álbum              |
| Título                                                         | Año  | RU                             | AUS                            | AUT                            | BEL                            | GER                            | IRE                            | NLD                            | SCO                            | SWE                            | SWI                            | Certificaciones              | Álbum              |
| -------------------------------------------------------------- | ---- | ------------------------------ | ------------------------------ | ------------------------------ | ------------------------------ | ------------------------------ | ------------------------------ | ------------------------------ | ------------------------------ | ------------------------------ | ------------------------------ | ---------------------------- | ------------------ |
| "Hallelujah"                                                   | 2008 | 1                              | —                              | 53                             | —                              | —                              | 1                              | —                              | 1                              | —                              | —                              | - UK: 2× Platino             | Overcome           |
| "Bad Boys" (con Flo Rida)                                      | 2009 | 1                              | —                              | 22                             | 12                             | 14                             | 1                              | 8                              | 1                              | 6                              | 12                             | - UK: Platino - SWE: Platino | Overcome           |
| "Broken Heels"                                                 | 2010 | 8                              | —                              | —                              | —                              | —                              | 5                              | —                              | 3                              | —                              | —                              | - UK: Plata                  | Overcome           |
| "All Night Long" (con Pitbull)                                 | 2010 | 4                              | 48                             | —                              | 7                              | 60                             | 1                              | 24                             | 3                              | 57                             | 60                             | - UK: Plata                  | Overcome           |
| "Start Without You" (con Laza Morgan)                          | 2010 | 1                              | —                              | —                              | 10                             | —                              | 5                              | 77                             | 1                              | —                              | —                              | - UK: Plata                  | Overcome           |
| "The Silence"                                                  | 2010 | 16                             | —                              | —                              | 66                             | —                              | 30                             | —                              | 10                             | —                              | 66                             |                              | Overcome           |
| "Elephant" (con Erick Morillo)                                 | 2012 | 3                              | —                              | —                              | 43                             | —                              | 7                              | —                              | 2                              | —                              | —                              |                              | Heartbreak on Hold |
| "Let It Go"                                                    | 2012 | 33                             | —                              | —                              | —                              | —                              | 41                             | —                              | 27                             | —                              | —                              |                              | Heartbreak on Hold |
| "Where Do Hearts Go"                                           | 2014 | -                              | —                              | -                              | -                              | -                              | -                              | -                              | -                              | -                              | -                              |                              | TBA                |
| "—" indica que el sencillo no fue lanzado o no entró en listas |      |                                |                                |                                |                                |                                |                                |                                |                                |                                |                                |                              |                    |

## Musicales
| Año       | Título                  | Personaje           | Notas                                                     |
| --------- | ----------------------- | ------------------- | --------------------------------------------------------- |
| 2014–2016 | The Bodyguard (musical) | Rachel Marron       | London West End, Monaco, & UK and Ireland Nationwide Tour |
| 2016–2017 | Sister Act The Musical  | Deloris Van Cartier | UK and Ireland Nationwide Tour & Monaco                   |
| 2018      | Chess                   | Svetlana            | 2018 London West End Revival                              |
| 2018      | Chicago                 | Roxie Hart          | 2018 London West End                                      |
| 2018–2019 | The Bodyguard Musical   | Rachel Marron       | UK and Ireland Nationwide Tour                            |